# Tetrastigma baenzigeri
Tetrastigma baenzigeri är en vinväxtart som beskrevs av Chao Luang Li. Tetrastigma baenzigeri ingår i släktet Tetrastigma och familjen vinväxter. Inga underarter finns listade i Catalogue of Life.